# Sabana de Mendoza
Sabana de Mendoza es una población ubicada en Venezuela, capital del Municipio Sucre del Estado Trujillo. Tiene una extensión de 98.8 km² y cubre la llanura que reviste la zona conocida popularmente como Zona Baja o Mendoza Caliente. La localidad tiene como punto de referencia el Lago de Maracaibo dada su cercanía con aproximadamente 67 km por la vía a La Ceiba.
Cuenta con una gran actividad comercial y económica que la convierte en una de las poblaciones más importante del Estado Trujillo. El Municipio Sucre tiene 4 parroquias: Sabana de Mendoza capital. Valmore Rodríguez. Junín y El Paraíso. 

## Historia
Sabana de Mendoza tiene su origen en el año 1605, cuando se establece una aldea en las riberas de la quebrada La Vichú, territorio asignado al capitán español Hernando Hurtado de Mendoza con el propósito de bautizar y evangelizar a los aborígenes de la zona. Tiempo después, el caudal de la quebrada aumentó y arrasó el asentamiento, lo que obligó a sus habitantes a refugiarse en una zona más alta, que con el tiempo sería conocida como Sabana de Mendoza.
En 1870, el entonces Presidente de los Estados Unidos de Venezuela, el general Antonio Guzmán Blanco, firma en Caracas un convenio para la construcción del Gran Ferrocarril de La Ceiba (trayecto La Ceiba – Motatán) por un monto de 8 millones de bolívares, y con una longitud de 81.5 km., dicho convenio establecía, además, una estación intermedia y que llevaría por nombre Estación Guzmán Blanco. Comenzaron entonces los trabajadores ferrocarrileros a construir sus viviendas en las cercanías de lo que sería la mencionada estación, siendo Sabana de Mendoza, probablemente la única localidad urbana venezolana que nació asociada la construcción del antiguo sistema ferroviario.
Para 1886 hace su entrada al pueblo la primera locomotora lo que motivó el realce de las actividades comerciales con Maracaibo y sus puertos aledaños. Se asientan, entonces, importantes empresas como la Broker & Company, Casa H.L. Boulton, Comercial Arjona y Casa Paría y Méndez. Se construye, además, un camellón donde los viajeros y productores rurales venidos de La Ceiba, Moporo, Betijoque, Motatán, Pampán y Pampanito, podían intercambiar bestias de carga como burros, mulas y caballos para darles descanso. 
En 1899 se amplió la línea férrea hasta Motatán y en 1907 se funda Santa Apolonia como una comunidad eminentemente cafetalera que servía además de enlace ferroviario. En 1945, culmina sus operaciones el Gran Ferrocarril de la Ceiba, ante las pérdidas económicas generadas por el advenimiento de las carreteras a La Ceiba y Mene Grande – Motatán, inauguradas en 1940, y elenlace asfaltado hasta el puerto de Palmarejo, desde donde partían ferris hasta Maracaibo. En la década de los 50 termina la construcción de la Carretera Panamericana que impulsó aún más las actividades económicas de Sabana de Mendoza. 
- Datos: Q16511153
- Multimedia: Sabana de Mendoza / Q16511153